# Guido Baztarrica
Guido Baztarrica (Buenos Aires, 9 de fevereiro de 1915 – Montevideo, 11 de julho de 1991) foi um futebolista argentino, que atuava como meia.

## Carreira
Em seu país natal, atuou por Atlanta, Boca Juniors e Argentino de Quilmes (atual Quilmes Atlético Club).
Também atuou no futebol uruguaio, por Peñarol e Racing.
No Brasil, jogou primeiramente pelo Fluminense, entre 1944 e 1945, onde atuou em 19 jogos e marcou 5 gols.
Guido foi o primeiro argentino a vestir a camisa do Atlético Mineiro, entre 1945 e 1946, onde atuou em quatro jogos e não fez nenhum gol.
Posteriormente, jogou também no Santos.

## Títulos
Boca Juniors
- Campeonato Argentino: 1935